# مرغ دریایی (فیلم ۲۰۱۸)
مرغ دریایی (به انگلیسی: The Seagull) فیلمی محصول سال ۲۰۱۸ و به کارگردانی مایکل میر است. در این فیلم بازیگرانی همچون آنت بنینگ، سرشه رونان، کوری استول، الیزابت ماس، میر وینینگهم، جاون تنی، گلن فلشلر، مایکل زیگن، بیلی هوول و برایان دنهی ایفای نقش کرده‌اند.
این فیلم بر اساس مرغ دریایی نوشته آنتون چخوف ساخته شده‌است.